# Nusantara (termin)
Nusantara – określenie wysp Azji Południowo-Wschodniej, używane w krajach malajskojęzycznych (Indonezji, Malezji i Brunei). Pojęcie to obejmuje swym zasięgiem wszystkie wyspy zamieszkane przez tzw. ludy malajskie. We współczesnym języku indonezyjskim nazwa ta określa terytorium państwa indonezyjskiego, wyłączając Malezję, Singapur, Brunei i Filipiny, natomiast wśród mieszkańców Malezji i Brunei funkcjonuje bardziej ogólne ujęcie, rozszerzające zakres terminu na cały Archipelag Malajski lub tzw. świat malajski (Alam Melayu). Pod pojęcie Nusantary włącza się czasami, choć nie zawsze, Nową Gwineę lub nadbrzeżne obszary zachodniej części wyspy.
Wyraz „nusantara” pochodzi od starojawajskiego nusāntara (nusa – „wyspa” i antara – z sanskrytu „międzyprzestrzeń”); pierwotnie określał tereny poza Jawą znajdujące się pod zwierzchnictwem królestwa Madżapahit.
Jest to także nazwa nadana w styczniu 2022 nowej stolicy Indonezji, która ma zostać wybudowana na wyspie Borneo.